# Daifugō Party
Daifugō Party (大富豪パーティ?) es un videojuego de naipes para teléfonos móviles que incluía personajes de distintos juegos de Taito, Fue desarrollado y publicado por Taito en abril de 2010, solo en Japón. 

## Personajes
Representando a los Personajes de Distintos Juegos de Taito :
- Bubblen (Bubble Bobble)
- Chack'n (Chack'n Pop)
- Reika Kirishima (Time Gal)
- Kage (The Legend of Kage)
- Agent Otto (Elevator Action)
- Sayo-chan (Kiki Kaikai)
- Emilio (Psychic Force)
- Un Conductor de tren (Densha de GO!)
- Seena (Lufia)
- Ptolemy (The Fairyland Story)